# Ascodesmidaceae
Ascodesmidaceae es una familia de hongos perteneciente al orden Pezizales.